# Hilario Pino Velasco
Hilario Pino Velasco (San Martín de Pusa, Toledo; 20 de febrer de 1962) és un periodista espanyol.

## Biografia
Llicenciat en periodisme per la Universitat Complutense de Madrid, la seva trajectòria professional es va iniciar en l'Agència de Notícies OTR entre 1982 i 1985. Aquest mateix any va ser contractat per la Cadena SER, on va treballar com a redactor en la secció d'Economia.
El seu salt a la televisió, i també la seva popularitat, es van produir a partir de juny de 1989, quan es va incorporar a la nounada televisió autonòmica Telemadrid per a dirigir i presentar Telenoticias, l'informatiu nocturn de la cadena. Va romandre en aquest lloc fins a 1994.
Va compaginar la conducció de l'informatiu, i sempre dins de la mateixa cadena, primer amb l'espai de reportatges 30 minutos (1991-1992) i un any més tard amb el programa de debat Aquí i ahora (1993). A més, en 1993 va col·laborar a Antena 3 Radio presentant i dirigint El primero de la mañana.
En 1994 fitxa per Canal+ per substituir Carles Francino en l'informatiu Redacción. Va romandre en la cadena fins a 2001. En aquesta etapa es va fer molt popular la seva caricatura en làtex dins del programa Las noticias del guiñol.
En 1998 comença també a treballar a CNN+, i entre 1999 i 2001 es fa càrrec del programa d'entrevistes Cara a cara en aquesta mateixa cadena.
Va ser precisament aquest any, 2001, quan va ser contractat per Telecinco per a presentar Informativos Telecinco en la seva edició de les 14.30. En aquest treball va romandre fins a finals de 2006, data en la qual es va retirar per motius de salut. Va tornar a presentar els informatius el 26 de març de 2007, fins a desembre de 2010. Després de la fusió de Mediaset i Cuatro, entre gener de 2011 i fins al 7 d'octubre de 2013 va presentar l'edició de les 14 hores de Noticias Cuatro i posteriorment, fins a Juliol de 2014 l'edició de les 20 hores. En aquesta data abandona el grup Mediaset.
Des de llavors, col·labora en el programa La Sexta Noche de La Sexta (Atresmedia) com a entrevistador de personatges il·lustres de l'actualitat nacional. Durant els períodes vacacionals de 2015 i 2016 es fa càrrec de la presentació de La Sexta Noche.
A l'octubre de 2016, fitxa per Más vale tarde a La Sexta per a ser copresentador i presentador substitut en les vacances de Mamen Mendizábal. (Això no indica que Pino deixi de col·laborar a La Sexta Noche, però ja no exercirà de presentador substitut)
Apareix breument en la pel·lícula Tacones lejanos de Pedro Almodóvar, interpretant un presentador de televisió.

## Premis i nominacions
- TP d'Or 1989. Personatge més popular de Telemadrid.
- Antena de Oro 1989.[6] Por Telenoticias.
- TP d'Or 1991. Personatge més popular de Telemadrid.
- Antena de Oro (2013). Per Noticias Cuatro.
- Premis ATV (2003). Millor Comunicador de Programes Informatius per Informativos Telecinco. Nominat a la mateixa categoria en 2002 i 2004.